# Ruta Estatal de California 90
La Ruta Estatal 90 (SR 90) es una carretera estatal en el Sur de California, Estados Unidos. Consiste de dos segmentos sin conectar en el área metropolitana de Los Ángeles. 
El segmento de Marina Freeway es una pequeña autovía en el suroeste de Los Ángeles y los suburbios cercanos, conectando Marina Del Rey al oeste del Gran Los Ángeles.  La autovía se inicia desde la Avenida Slauson en el sur de Culver City hacia Culver Boulevard en Marina Del Rey, aunque se inicia como una vía expresa más allá del oeste en Lincoln Boulevard.
La porción que atraviesa Yorba Linda se llama Richard M. Nixon Parkway.